# Dankuwa
Dankuwa va ser un país i el nom d'una fortalesa hitita que feia frontera amb Hayasa a l'Anatòlia centre-nord. El rei Anniya d'Azzi i Hayasa la va atacar entre els anys 1320/1310 aC, i va traslladar tota la població al seu regne.
Mursilis II, rei hitita, va escriure a Anniya exigint-li el retorn dels seus súbdits, però Anniya va refusar i Mursilis va atacar immediatament la fortalesa d'Ura. Segurament això passava durant el vuitè any del regnat de Mursilis, però les tauletes que parlaven d'aquell any s'han perdut.